# Домбрувка (Гливицький повіт)
Домбрувка (пол. Dąbrówka) — село в Польщі, у гміні Вельовесь Гливицького повіту Сілезького воєводства.
Населення — 498 осіб (2011).
У 1975—1998 роках село належало до Катовицького воєводства.

## Демографія
Демографічна структура станом на 31 березня 2011 року:
|          | Загалом | Допрацездатний вік | Працездатний вік | Постпрацездатний вік |
| -------- | ------- | ------------------ | ---------------- | -------------------- |
| Чоловіки | 242     | 44                 | 172              | 26                   |
| Жінки    | 256     | 53                 | 152              | 51                   |
| Разом    | 498     | 97                 | 324              | 77                   |